# Ecthoea quadricornis
Ecthoea quadricornis är en skalbaggsart som först beskrevs av Olivier 1792. Ecthoea quadricornis ingår i släktet Ecthoea och familjen långhorningar.
Artens utbredningsområde är:
- Costa Rica.
- Guyana.
- Panama.
- Surinam.

Inga underarter finns listade i Catalogue of Life.